# Tomasz Lenczewski
Tomasz Bogumił Lenczewski (ur. 28 grudnia 1960 r. w Łodzi) – polski genealog i heraldyk, prawnik kanonista i antykwariusz. Kontynuator genealogii rodów utytułowanych w Polsce (po hr. Jerzym Sewerynie Dunin-Borkowskim i Edwardzie Borowskim). Autor kilkudziesięciu artykułów z zakresu najnowszej historii Polski i nauk pomocniczych historii (głównie genealogii i biografistyki) m.in. w: „Zeszytach Historycznych”, „Karcie”, „Marsie”, „Genealogisches Handbuch des Adels”, „Rzeczpospolitej”, „Do Rzeczy” i „Historia Do Rzeczy”.
Ma dwóch synów Mikołaja Bonawenturę, urodzonego w 1983 roku, absolwenta Wojskowej Akademii Technicznej oraz Olgierda Aleksandra, urodzonego w 1992 roku.

## Edukacja
Studiował w latach 1981–1987 na wydziale prawa kanonicznego Akademii Teologii Katolickiej w Warszawie, gdzie uzyskał stopień magistra.

## Publikacje książkowe

### Autor
- Genealogie rodów utytułowanych w Polsce, t. I (Oficyna Wydawnicza „Adiutor” 1997)
- Russoccy herbu Zadora. Zarys monografii rodu (Oficyna Wydawnicza „Adiutor” 2005)
- Bibliografia "Herolda" (1930-1936). Pod redakcją Ludgarda hr. Grocholskiego (Antykwariat Logos 2016)

### Współautor
- Genealogien kurländisch-ritterschaftlicher Geschlechter die bisher weder im Genealogischen Handbuch der Baltischen Ritterschaften, Teil Kurland, noch im Genealogischen Handbuch des Adels erschienen sind (Vereinigten Kurländischen Stiftungen im Auftrag der Kurländischen Ritterschaft 2004)
- Szylchra Trzebińscy z Trzebini herbu Abdank Odmienny. Szkic genealogii rodu (Oficyna Wydawnicza „Adiutor” 2007)

## Artykuły
m.in.:
- Nobilitacje neofitów za Stanisława Augusta, „Rzeczpospolita”, 26.05.2008. rp.pl. [zarchiwizowane z tego adresu (2012-03-18)].
- W szeregach szlachty, „Rzeczpospolita”, 07.07.2008. rp.pl. [zarchiwizowane z tego adresu (2012-03-18)].
- Mariaże herbów i kont, „Rzeczpospolita”, 20.07.2008. rp.pl. [zarchiwizowane z tego adresu (2012-03-18)].
- Kariera mitomana (Hrabia Mieczysław Dunin-Borkowski alias Giuseppe Newlin (1905-1971), „Przeszłość i Pamięć. Biuletyn Rady Ochrony Pamięci, Walk i Męczeństwa”, nr 38: styczeń-grudzień 2011, s. 277-287.
- Raporty Dominika Horodyńskiego o emigracji politycznej (1948) – „Wywiad i Kontrwywiad Wojskowy II RP”, t. VII. Warszawa, LTW, 2016, s. 193-225.
- Wrzesień 1939 r. we wspomnieniach rtm. Janusza Rozwadowskiego – Wrzesień 1939 r. Z perspektywy służb specjalnych II Rzeczypospolitej. Redakcja naukowa Robert Majzner, Radomsko 2017, s. 379-384.
- Raporty Zygmunta Augustowskiego – TW  „Brossa” z pobytu w polskim Londynie, Brukseli, Paryżu i Rzymie w 1958 r.  – „Wywiad i Kontrwywiad Wojskowy II RP”, t. X. Warszawa, LTW, 2019, s. 165-234.
- Wywód genealogiczny w pięciu pokoleniach Edmunda Ksawerego Massalskiego (1886-1975)https://www.academia.edu/108668546/Wyw%C3%B3d_genealogiczny_w_pi%C4%99ciu_pokoleniach_Edmunda_Ksawerego_Massalskiego_1886_1975_.

## Organizacje
- członek-założyciel i wiceprezes Towarzystwa Przyjaźni Polsko-Południowoafrykańskiej w latach 1991-1992.